# Djanka Tassey Condé
 (décembre 2023).
 (décembre 2023).
Djanka Tassey Condé (décédé en 1997) était un jeli nagara, ou « chef des griots », originaire de Guinée. Il vivait à Fadama, un petit village près de la rivière Niandan, dans la région de Dosso. Son père, Babu Condé (décédé en 1964), et son frère lui ont enseigné l'art de raconter des histoires, et il a hérité de la position de son père. Son interprétation orale de l'Épopée de Soundiata en 1994 a été enregistrée sur cassette par l'érudit américain David C. Conrad et constitue la base d'une version publiée de l'épopée. Djanka (il s'est identifié en utilisant le nom de sa mère) ne savait ni lire ni écrire, mais faisait remonter sa lignée de conteur à l'empire du Mali ; l'interprétation de l'épopée sur laquelle Conrad a basé son texte s'est déroulée en six séances, chacune d'une durée de cinq à six heures,.